# Chrysso arima
Chrysso arima är en spindelart som beskrevs av Levi 1962. Chrysso arima ingår i släktet Chrysso och familjen klotspindlar. Inga underarter finns listade i Catalogue of Life.